# Camponotus tahatensis
Camponotus tahatensis är en myrart som beskrevs av Santschi 1929. Camponotus tahatensis ingår i släktet hästmyror, och familjen myror. Inga underarter finns listade.